# Selles (Eure)
Selles település Franciaországban, Eure megyében. Lakosainak száma 476 fő (2022. január 1.). Selles Les Préaux, Tourville-sur-Pont-Audemer, Épaignes, Saint-Symphorien és Saint-Siméon községekkel határos.

## Népesség
A település népessége az elmúlt években az alábbi módon változott:
| Lakosok száma | 401  | 352  | 367  | 420  | 453  | 462  | 469  | 465  | 468  | 476  |
|               | 1968 | 1982 | 1990 | 2006 | 2013 | 2015 | 2017 | 2019 | 2020 | 2022 |